# Bahrain ved sommer-OL 2020
Bahrain deltog under Sommer-OL 2020 i Tokyo som bliver afviklet i perioden 23. juli til 8. august 2021.

## Medaljer
| 2020 Tokyo | Guld | Sølv | Bronze | Total |
| Bahrain    | 0    | 1    | 0      | 1     |

### Medaljevinderne
| Bahrain under sommer-OL 2020 i Tokyo | Bahrain under sommer-OL 2020 i Tokyo | Bahrain under sommer-OL 2020 i Tokyo | Bahrain under sommer-OL 2020 i Tokyo | Bahrain under sommer-OL 2020 i Tokyo |
| Medalje                              | Navn                                 | Sport                                | Event                                | Dato                                 |
| ------------------------------------ | ------------------------------------ | ------------------------------------ | ------------------------------------ | ------------------------------------ |
| Sølv                                 | Kalkidan Gezahegne                   | Atletik                              | Damernes 10.000 meter                | 7. august                            |